# Ola de calor marina

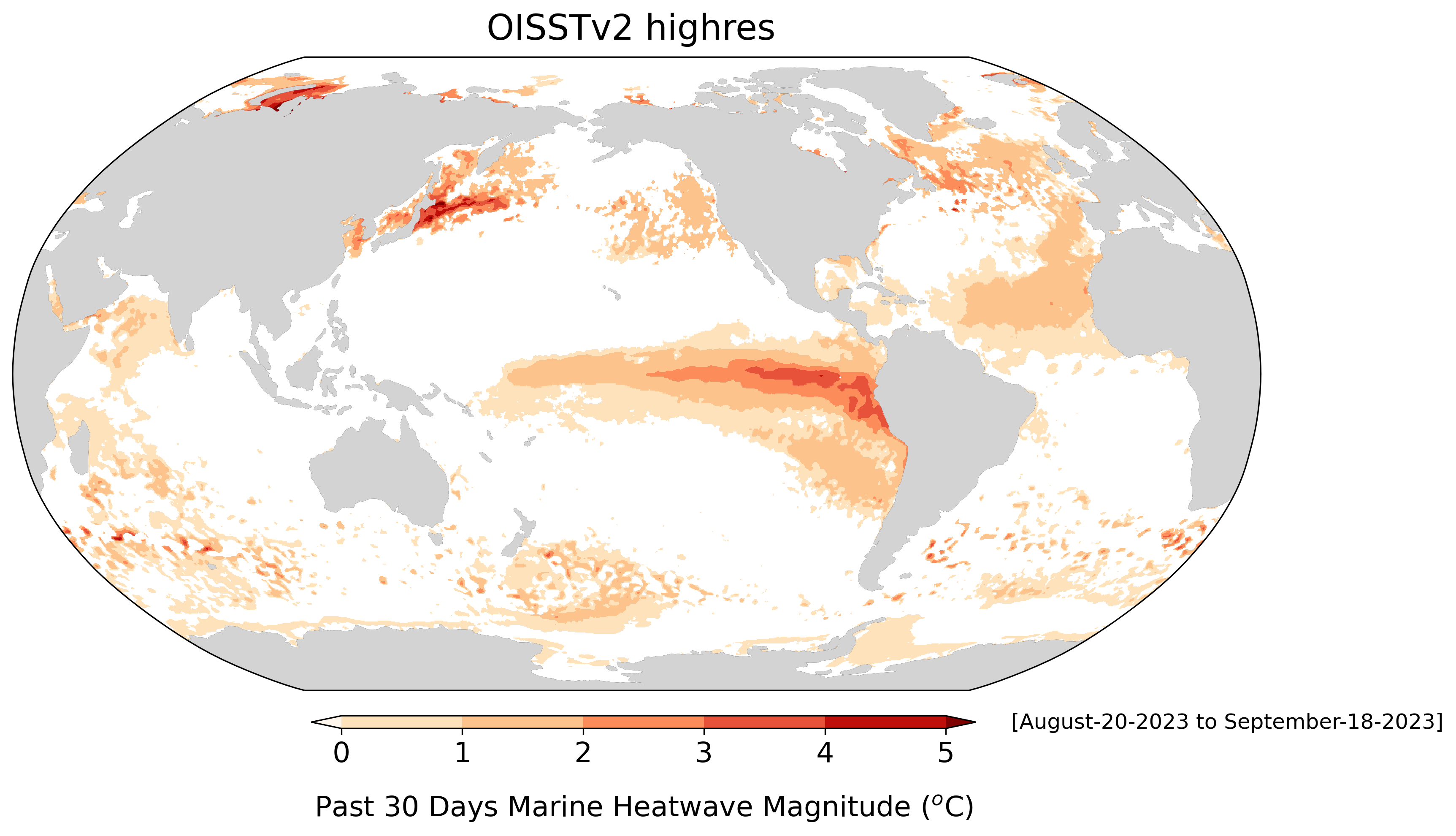
Mapa mundial que muestra varias olas de calor marinas en diferentes lugares en agosto y septiembre de 2023. La ola de calor marina al oeste de Sudamérica es un ejemplo destacado.

Una ola de calor marina es un período corto de temperaturas anormalmente altas en un mar u océano. Las olas de calor marinas son causadas por una variedad de factores  y se han asociado con cambios severos en la biodiversidad, como la enfermedad del desgaste de las estrellas de mar, floraciones de algas tóxicas,  y la mortalidad masiva de comunidades bentónicas.
Grandes olas de calor marinas como la Gran Barrera de Coral 2002, Mediterráneo 2003, Noroeste Atlántico 2012, y Nordeste Pacífico 2013-2016 han tenido impactos drásticos y de largo plazo sobre las condiciones oceanográficas y biológicas de esas zonas. El informe del Panel Intergubernamental sobre Cambio Climático (IPCC) sobre el calentamiento global de 1,5 °C es "prácticamente seguro" que el océano global ha absorbido más del 90% del exceso de calor en nuestros sistemas climáticos, la tasa de calentamiento del océano se ha duplicado y Los eventos de MHW se han duplicado en frecuencia desde 1982. En los escenarios RCP 4.5 y RCP 6.0, habrá graves impactos en los ecosistemas terrestres y oceánicos a medida que el océano continúe calentándose.

## Definición
Una ola de calor marina es un evento de agua cálida anómalo, prolongado y discreto. Los requisitos para que los eventos de agua cálida se describan como olas de calor marina son una duración de 5 días o más, temperaturas mayores que el percentil 90 de las mediciones locales de 30 años, no más de 3 días de enfriamiento y que ocurren en una región específica.
Un trabajo reciente del Marine Heatwaves International Working Group ha propuesto un sistema de categorización para permitir que los investigadores y los responsables de la formulación de políticas definan estos eventos extremos y estudien los efectos en los sistemas biológicos.

## Categorías

Categorías de olas de calor marinas definidas en Hobday et al. (2018)

La categorización cuantitativa y cualitativa de las olas de calor marina, definida por el Grupo de Trabajo Internacional Marine Heatwaves, establece un sistema de nomenclatura, tipología y características para los eventos de olas de calor marina. El sistema de nomenclatura se aplica por ubicación y año; por ejemplo, Mediterráneo 2003. Esto permite a los investigadores comparar los impulsores y las características de cada evento, las tendencias geográficas e históricas de olas de calor marina, y comunicar fácilmente los eventos de olas de calor marina a medida que ocurren en tiempo real. El sistema de categorización es una escala de 1 a 4. La categoría 1 es un evento moderado, la categoría 2 es un evento fuerte, la categoría 3 es un evento severo y la categoría 4 es un evento extremo. La Categoría aplicada a cada evento en tiempo real se define principalmente por anomalías de la temperatura superficial del mar (SSTA), pero a largo plazo incluye tipología y características. Los tipos de olas de calor marina son Simétrico, de inicio lento, de inicio rápido, de baja intensidad y de alta intensidad. Los eventos de olas de calor marina pueden tener múltiples categorías, como Alta intensidad de inicio lento. Las características de los eventos de olas de calor marina incluyen la duración, la intensidad (máxima, promedio, acumulativa), la tasa de inicio, la tasa de disminución, las regiones y la frecuencia.

## Conductores

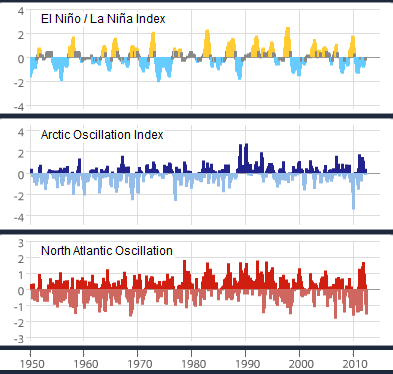
Ejemplos de oscilaciones regionales ENSO, ASO y NAO tomados de NOAA.org

Los impulsores de los eventos de olas de calor marina se pueden dividir en procesos locales, procesos de teleconexión y patrones climáticos regionales. Se han propuesto dos mediciones cuantitativas de estos impulsores para identificar las olas de calor marina, la temperatura media de la superficie del mar y la variabilidad de la temperatura de la superficie del mar. A nivel local, los eventos de olas de calor marina están dominados por la advección del océano, los flujos de aire y mar, la estabilidad de la termoclina y el estrés del viento. Los procesos de teleconexión se refieren a patrones climáticos y meteorológicos que conectan áreas geográficamente distantes. Para olas de calor marina, el proceso de teleconexión que juega un papel dominante son el bloqueo/hundimiento atmosférico, la posición de la corriente en chorro, las ondas kelvin oceánicas, el estrés del viento regional, la temperatura del aire de la superficie cálida y las oscilaciones climáticas estacionales. Estos procesos contribuyen a las tendencias regionales de calentamiento que afectan de manera desproporcionada a las corrientes fronterizas occidentales. Los patrones climáticos regionales como las oscilaciones interdecadales como El Niño han contribuido a eventos de olas de calor marina como "The Blob" en el Pacífico Noreste. Los impulsores que operan en la escala de los reinos biogeográficos o de la Tierra en su conjunto son las oscilaciones Decadales, como las Oscilaciones Decadales del Pacífico (PDO) y el calentamiento oceánico antropogénico.

## Eventos

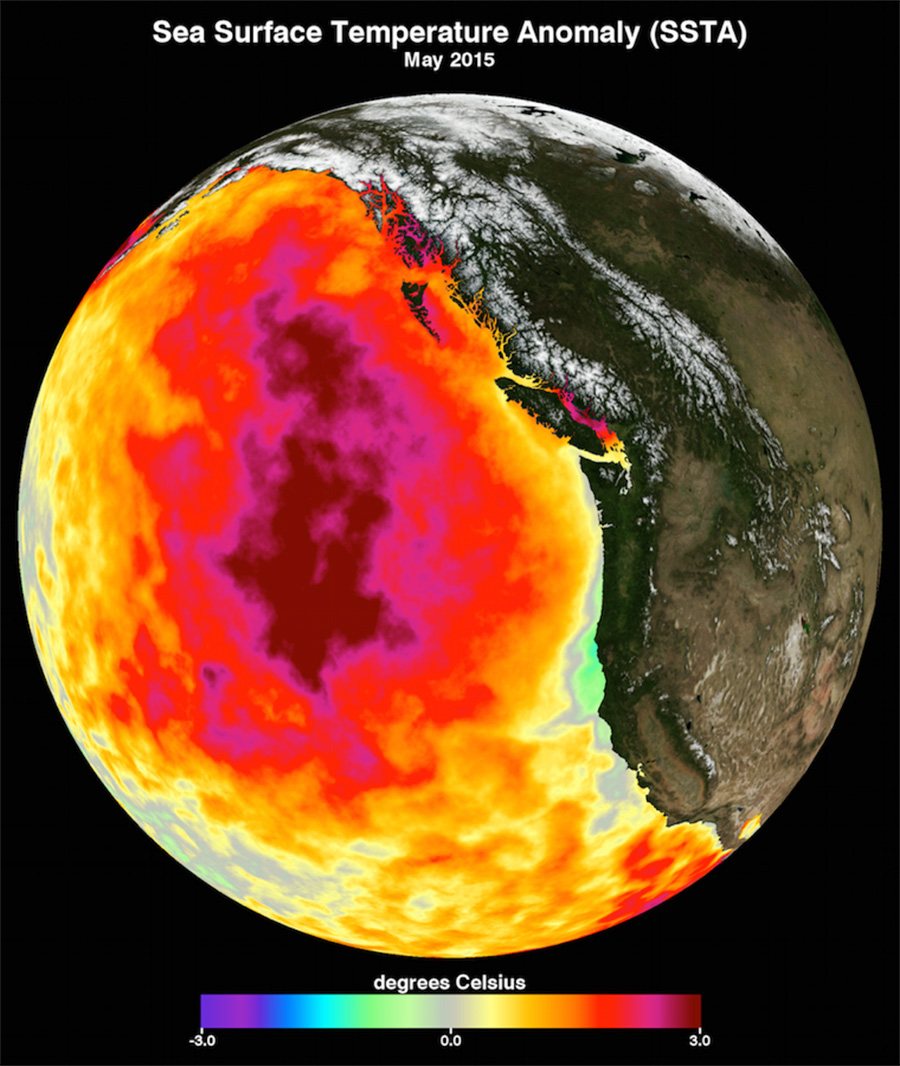
Ola de calor marina denominada " The Blob" que ocurrió en el Pacífico Noreste de 2013 a 2016.

Las temperaturas de la superficie del mar se han registrado desde 1904 en Port Erin, Reino Unido  y continúan a través de organizaciones globales como el IPCC, Marine Heatwaves International Working Group, NOAA, NASA y muchas más. Los eventos pueden identificarse desde 1925 hasta la actualidad. La siguiente lista no es una representación completa de todos los eventos de olas de calor marinas que se han registrado.
Lista: 
| Nombre                     | Categoría | Duración (Días) | Intensidad (°C) | Área (Mkm 2 ) |
| -------------------------- | --------- | --------------- | --------------- | ------------- |
| Mediterráneo 1999          | 1         | 8               | 1,9             | N / A         |
| Mediterráneo 2003          | 2         | 10              | 5.5             | 0,5           |
| Mediterráneo 2003          | 2         | 28              | 4.6             | 1.2           |
| Mediterráneo 2006          | 2         | 33              | 4.0             | N / A         |
| Australia Occidental 1999  | 3         | 132             | 2.1             | N / A         |
| Australia Occidental 2011  | 4         | 66              | 4.9             | 0,95          |
| Gran Barrera de Coral 2016 | 2         | 55              | 4.0             | 2.6           |
| Mar de Tasmania 2015       | 2         | 252             | 2,7             | N / A         |
| Atlántico Noroeste 2012    | 3         | 132             | 4.3             | 0,1-0,3       |
| Pacífico nororiental 2015  | 3         | 711             | 2.6             | 4.5-11.7      |
| Santa Bárbara 2015         | 3         | 93              | 5.1             | N / A         |

## Impactos biológicos
Los cambios en el entorno térmico de los organismos terrestres y marinos pueden tener efectos drásticos en su salud y bienestar. Se ha demostrado que los eventos de olas de calor marina aumentan la degradación del hábitat, cambian la dispersión del rango de especies,  complican la gestión de pesquerías de importancia ambiental y económica, contribuyen a la mortalidad masiva de especies, y, en general, remodelar los ecosistemas. La degradación del hábitat se produce a través de alteraciones del entorno térmico y la reestructuración subsiguiente y, a veces, la pérdida completa de hábitats biogénicos como las praderas marinas, los corales y los bosques de algas marinas. Estos hábitats contienen una proporción significativa de la biodiversidad de los océanos. Los cambios en los sistemas de corrientes oceánicas y los ambientes térmicos locales han desplazado la distribución de muchas especies tropicales hacia el norte, mientras que las especies templadas han perdido sus límites al sur. Los grandes cambios de distribución junto con los brotes de floraciones de algas tóxicas han afectado a muchas especies en todos los taxones. El manejo de estas especies afectadas se vuelve cada vez más difícil a medida que migran a través de los límites del manejo y la dinámica de la red alimentaria cambia. Una disminución en la abundancia de especies, como la mortalidad masiva de 25 especies bentónicas en el Mediterráneo en 2003, la enfermedad de desgaste de las estrellas de mar y los eventos de blanqueamiento de los corales, se han relacionado con el aumento de la temperatura de la superficie del mar. El impacto de eventos olas de calor marina  más frecuentes y prolongados tendrá implicaciones drásticas para la distribución de especies.

## Efectos proyectados
Los cambios en la atmósfera del océano entre 1925 y 1954 y 1987–2016 muestran un aumento del 34% en la frecuencia, un aumento del 17% en la duración y un aumento del 54% en el total de días anuales de las olas de calor marinas usando la simulación RCP del IPCC Predicción promedio global de olas de calor marinas RCP 4.5 y RCP 6.0. El 24 de septiembre de 2019, el IPCC publicó su informe sobre "El océano y la criosfera en un clima cambiante", y en este informe se hace referencia a las olas de calor 72 veces. Los escenarios de RCP 2.6–8.5 muestran un aumento de la temperatura media global en la superficie de 1.6–2.0 °C entre 2031 y 2050 y sigue aumentando a 1,6–4,3 °C entre 2081 y 2100. Para las temperaturas de la superficie del mar, esto da como resultado un aumento promedio de 0,9 a 1,3 °C entre 2031 y 2050 y un aumento de 1,0 a 3,7 °C entre 2081 y 2020. Muchas especies ya experimentan estos cambios de temperatura durante el curso de eventos de olas de calor marinas. Hay muchos factores de riesgo e impactos en la salud mayores para muchas comunidades costeras e interiores a medida que aumentan la temperatura promedio global y los eventos de calor extremo.